# Andex insignis
Andex insignis är en skalbaggsart som beskrevs av Sharp 1882. Andex insignis ingår i släktet Andex och familjen dykare. Inga underarter finns listade i Catalogue of Life.